# Judeja
Judeja  (יהודה "Zahvala", standardni hebrejski Yəhuda, tiberijski hebrejski Yəhûḏāh) (grčki: Ιουδαία), (latinski: Iudaea) je izraz koji se koristi za južni planinski dio povijesne Zemlje Izrael (hebrejski: ארץ ישראל Eretz Yisrael), područje koje je danas podijeljeno između Izraela i Zapadne obale, te, po nekim geografskim definicijama Judeje, Jordana.
U moderno doba neki koji se služe hebrejskim jezikom koriste izraz "Yehudah" za veliki južni dio Izraela i Zapadne obale, odnosno zajednički izraz Judeja i Samarija koji se koristi za Zapadnu obalu.
Na tom području je bilo drevno Kraljevstvo Juda te kasnije Judejsko kraljevstvo, vazal Rimskog castva. Izraz Judeja je grčko-rimska adaptacija izraza Juda te se nekada koristila za cijelo povijesno područje Palestine, ali se od vremena Novog zavjeta počelio koristiti isključivo za jug regije.